# ディーン・ウェイド
ディーン・ジャクソン・ウェイド (Dean Jackson Wade, 1996年11月20日 - ) は、アメリカ合衆国・カンザス州ウィチタ出身のプロバスケットボール選手。NBAのクリーブランド・キャバリアーズに所属している。ポジションはパワーフォワードまたはセンター。

## 経歴

### 学生時代
カンザス州セント・ジョンにあるセント・ジョン高校時代は、パレード誌選出のオールアメリカン・ファーストチームや同州の最優秀選手 (ミスター・バスケットボール) などに選ばれるなど全米級として活躍した。
高校卒業後は地元カンザス州立大学に進学し、3年生と4年生時にはBig 12のファーストチームに選出された。その後、2019年のNBAドラフトにアーリーエントリーを表明。

### クリーブランド・キャバリアーズ

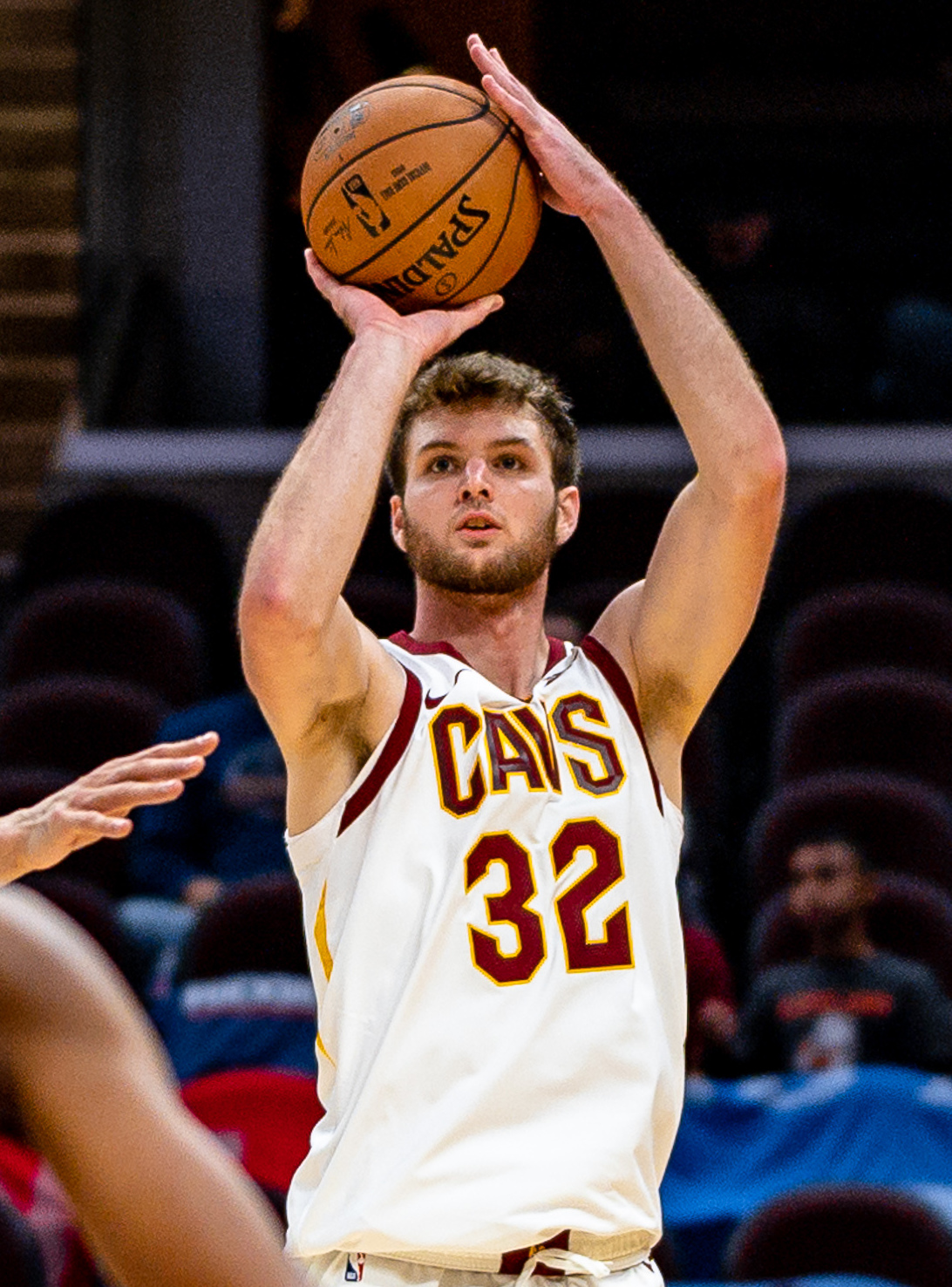
2019年のウェイド

迎えたドラフトではどのチームからも指名されなかったが、ドラフト外FAとしてクリーブランド・キャバリアーズとツーウェイ契約を締結した。11月18日にニューヨーク・ニックス戦でNBAデビューを飾り、8分間の出場で無得点だったが1スティールを記録した。ルーキーシーズンは12試合に出場しただけで、平均6分間の出場で、1.7得点と1.6リバウンドの成績を残した。
2020年7月2日にキャバリアーズと複数年の契約にサインした 。
2021年2月23日のアトランタ・ホークスでキャリア初のスタメン出場を果たし、20分間の出場で5得点、2リバウンド、2アシストを記録した。5月10日のインディアナ・ペイサーズ戦でキャリアハイとなる12リバウンドを含む19得点を記録し自身初となるダブル・ダブルを達成したが、チームは102-111で敗れた。
2021年11月18日のゴールデンステート・ウォリアーズ戦でキャリアハイとなる5アシストを含む17得点、9リバウンドを記録したが、チームは89-104で敗れた。12月15日のヒューストン・ロケッツ戦で自身2度目のダブル・ダブルとなる16得点、10リバウンドを記録し、チームは124-89で勝利した。2022年3月12日のシカゴ・ブルズ戦で右膝の半月板を断裂する怪我を負い、同月28日の手術の後残りのシーズンを全休することが発表された。
6月22日にキャバリアーズはウェイドの4年目のチームオプションを行使したことを発表し、9月26年にキャバリアーズとの複数年契約延長に合意した。
2024年5月5日のボストン・セルティックス戦でキャリアハイを更新する23得点を記録し、チームの4クォーターで22点差をひっくり返す大逆転勝利に大いに貢献した。

## 個人成績

### NBA

#### レギュラーシーズン
| シーズン | チーム | GP  | GS  | MPG  | FG%  | 3P%  | FT%  | RPG | APG | SPG | BPG | PPG |
| -------- | ------ | --- | --- | ---- | ---- | ---- | ---- | --- | --- | --- | --- | --- |
| 2019–20  | CLE    | 12  | 0   | 6.0  | .692 | .500 | .000 | 1.6 | .2  | .2  | .3  | 1.7 |
| 2020–21  | CLE    | 63  | 19  | 19.2 | .431 | .366 | .769 | 3.4 | 1.2 | .6  | .3  | 6.0 |
| 2021–22  | CLE    | 51  | 28  | 19.2 | .456 | .359 | .667 | 2.9 | 1.0 | .6  | .1  | 5.3 |
| 2022–23  | CLE    | 44  | 13  | 20.3 | .412 | .354 | .652 | 3.4 | .8  | .6  | .5  | 4.7 |
| 2023–24  | CLE    | 54  | 32  | 20.5 | .414 | .391 | .769 | 4.0 | .8  | .7  | .5  | 5.4 |
| 2024–25  | CLE    | 59  | 30  | 21.2 | .413 | .360 | .533 | 4.2 | 1.3 | .7  | .3  | 5.4 |
| 通算     | 通算   | 283 | 122 | 19.5 | .428 | .368 | .678 | 3.5 | 1.0 | .6  | .3  | 5.2 |

#### プレーオフ
| シーズン | チーム | GP | GS | MPG  | FG%  | 3P%  | FT%   | RPG | APG | SPG | BPG | PPG |
| -------- | ------ | -- | -- | ---- | ---- | ---- | ----- | --- | --- | --- | --- | --- |
| 2023     | CLE    | 2  | 0  | 5.6  | .000 | .000 | 1.000 | 1.5 | .0  | .0  | .0  | 1.0 |
| 2024     | CLE    | 3  | 1  | 21.0 | .308 | .300 | ---   | 2.0 | 1.7 | .3  | .7  | 3.7 |
| 2025     | CLE    | 9  | 1  | 15.8 | .333 | .214 | ---   | 4.2 | .7  | .3  | .1  | 1.7 |
| 通算     | 通算   | 14 | 2  | 15.4 | .313 | .240 | 1.000 | 3.4 | .8  | .3  | .2  | 2.0 |

### カレッジ
| シーズン | チーム | GP  | GS  | MPG  | FG%  | 3P%  | FT%  | RPG | APG | SPG | BPG | PPG  |
| -------- | ------ | --- | --- | ---- | ---- | ---- | ---- | --- | --- | --- | --- | ---- |
| 2015–16  | KSU    | 33  | 31  | 26.4 | .434 | .292 | .656 | 5.1 | 1.1 | .6  | .5  | 9.9  |
| 2016–17  | KSU    | 35  | 35  | 28.0 | .496 | .402 | .663 | 4.5 | 1.8 | .7  | .7  | 9.3  |
| 2017–18  | KSU    | 33  | 32  | 32.8 | .550 | .440 | .752 | 6.2 | 2.7 | 1.5 | .8  | 16.2 |
| 2018–19  | KSU    | 25  | 25  | 30.4 | .492 | .418 | .789 | 6.2 | 2.8 | .8  | .5  | 12.9 |
| 通算     | 通算   | 126 | 123 | 29.3 | .498 | .386 | .711 | 5.4 | 2.1 | .9  | .6  | 12.0 |